# Camposanto
Pour les articles homonymes, voir Campo Santo.
Camposanto est une commune italienne de la province de Modène dans la région Émilie-Romagne en Italie.

## Administration
| Période                                  | Période       | Identité          | Étiquette                      | Qualité |
| ---------------------------------------- | ------------- | ----------------- | ------------------------------ | ------- |
| 25 mai 2003                              | 12 avril 2008 | Mila Neri         |                                |         |
| 13 avril 2008                            | 11 juin 2018  | Antonella Baldini |                                |         |
| 11 juin 2018                             | En cours      | Monja Zaniboni    | Liste civique de centre-gauche |         |
| Les données manquantes sont à compléter. |               |                   |                                |         |

### Communes limitrophes
Bomporto, Crevalcore, Finale Emilia, Medolla, Ravarino, San Felice sul Panaro, San Prospero